# Višje sodišče Republike Slovenije
Višje sodišče Republike Slovenije je sodišče, ki je pristojno:
1. za sojenje oziroma odločanje na drugi stopnji o pritožbah zoper odločbe Okrajnih in Okrožnih sodišč s svojega območja;
2. za odločanje v sporih o pristojnosti med Okrajnimi in Okrožnimi sodišči s svojega območja in za odločanje o prenosu pristojnosti na drugo Okrajno oziroma Okrožno sodišče s svojega območja;
3. za opravljanje drugih zadev, ki jih določa zakon.

Obstajajo štiri taka sodišča:
- Višje sodišče v Ljubljani
- Višje sodišče v Mariboru
- Višje sodišče v Celju
- Višje sodišče v Kopru